# リコンサイル
リコンサイル（Reconcile）とは、リスク管理の手法の一つ。
営業部門（フロントオフィス）と事務管理部門（バックオフィス）との、お互いが持っている取引データを突合（とつごう）し、誤差等の原因究明を行う作業。
事務リスクを管理する手法の一つ。